# Lunds Dans- och Musikalgymnasium

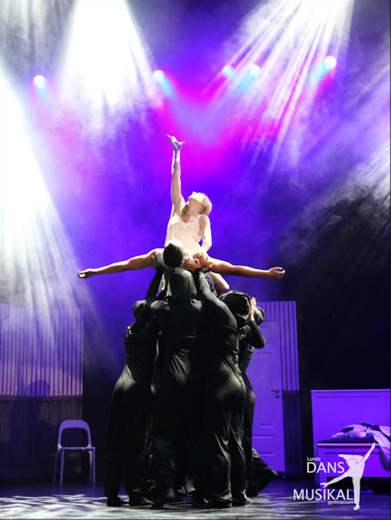
Sommarshow 2012

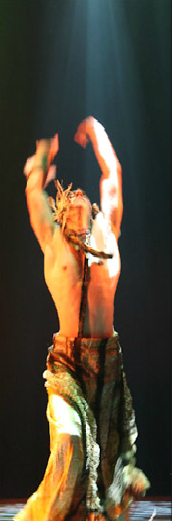
Sommarshow 2012

Lunds dans- och musikalgymnasium är en gymnasieskola på Kiliansgatan i centrala Lund.

## Historia
Lunds dans- och musikalgymnasium grundades år 2006 och var från början en yrkesförberedande utbildning. Sedan 2011 är skolans båda inriktningar estetisk spetsutbildning, de enda i sitt slag i Sverige. Skolan grundades av Martin Palmqvist, konstnärlig ledare, och Ingrid Norrgren.
Skolan ligger på Kiliansgatan 13 i Lund, i samma byggnad som Lunds stadsteater. Sedan skolan började sin verksamhet har 12 årskullar tagit studenten. Skolan har två inriktningar en danslinje och en musikallinje. Det finns plats för ca 30 elever i varje klass och ungefär 190 elever på hela skolan. Man blir antagen till skolan efter ett antagningsprov. Skolan har riksintag och elever kommer från hela Skandinavien.
Några personer som har gått på skolan är exempelvis Kenny Lantz (dansare), Mimi Werner (Artist) och Sienna Sebek (musikalartist).
Skolan har under sina år haft samarbeten med exempelvis Malmö Opera och Helsingborgs Stadsteater. Elever från skolan har deltagit i produktioner som Pelle Erövraren, East Side Stories och Äppelkriget under sin utbildning.

## Utbildningar
Lunds dans- och musikalgymnasium erbjuder spetsutbildningar inom dans och musikal. Sökande elever till båda utbildningarna erbjuds 2012 att gå en dans- och musikalkombinerad utbildning. 
Med teoretiska ämnen som till exempel svenska, engelska, matematik och samhällskunskap får man på skolan en grundläggande behörighet till teoretisk vidareutbildning. Man kan dessutom under år två utöka sin behörighet genom att välja till fler teorikurser under de individuella valen. 

### Estetiska programmet
Inriktning Dans
Utbildningen "dansartist" är en linje som kombinerar teoretiska studier med danslektioner i balett, jazzdans, modern dans och street. Inom de olika stilarna varvas teknikklasser med friare, mer skapande klasser och under en genomsnittlig vecka kan dansmängden uppgå till ungefär 15 timmar. De individuella valen i tvåan gör det möjligt att styra utbildningen i den riktning man vill. Det är till exempel möjligt att välja till lektioner i sång och scenisk gestaltning precis som det går utmärkt att välja till mer teori eller enbart mer dans.
Inriktning Musikal
Utbildningen "musikalartist" är en linje, som likt danslinjen, kombinerar teoretiska studier med grundläggande behörighet med konstnärliga ämnen. På musikallinjen utbildar man sig i sång, teater och dans och i hur man kombinerar dessa. Lektioner i individuell sång, ensemblesång, kör, scenisk gestaltning och balett och jazz är några av de som ges i utbildningen. Även här ger de individuella valen i tvåan möjlighet att välja till mer dans, sång, teater eller teori. 

## Personal
I skolans programråd ingår Hugo Tham, rektor vid Balettakademien i Göteborg, Ronny Danielsson, regissör vid Malmö Opera, Vidar Maggason, repetitör vid Skånes Dansteater, Maria Ogestad, danskonsulent för Region Skåne, Monica Einarson, artist/sångcoach samt Stefan Julius Malmström, nöjesproducent.

## Fotogalleri

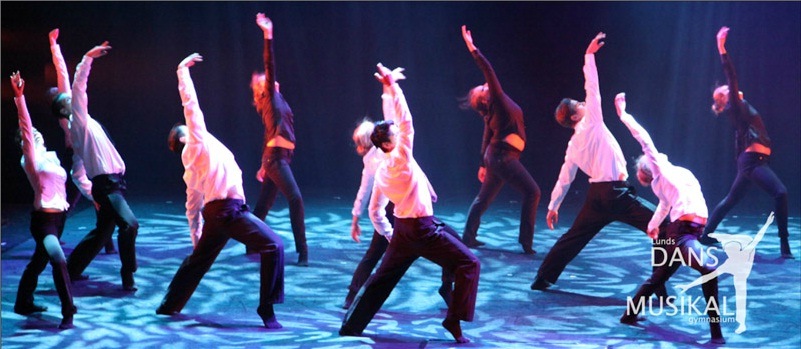
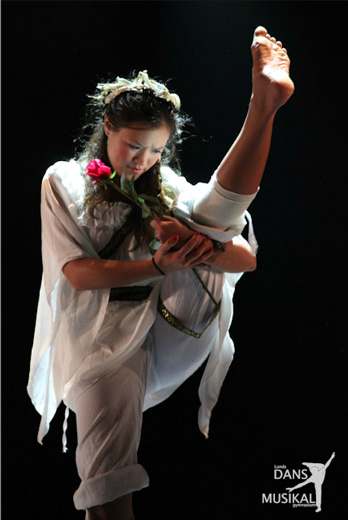
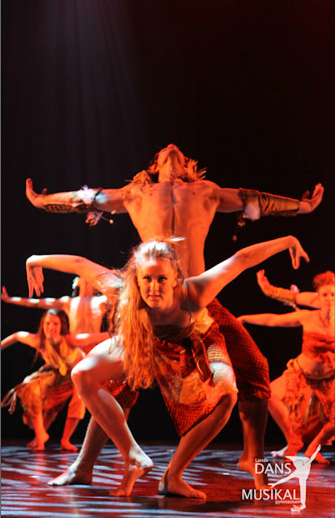
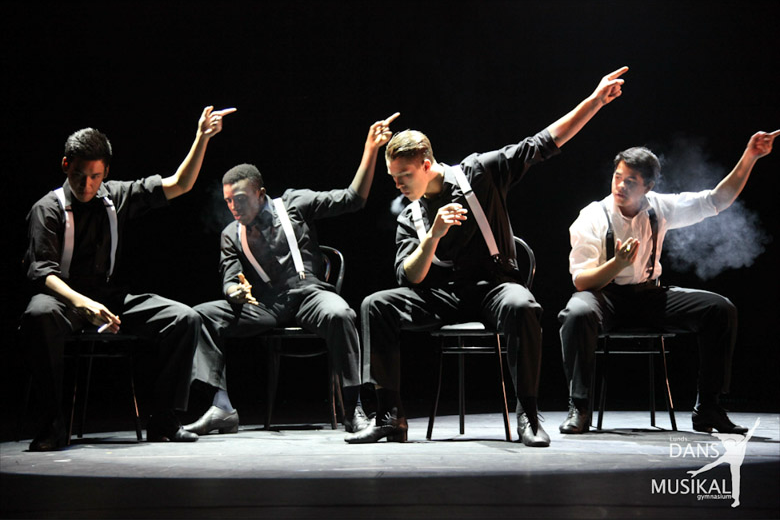